# Kūsankū

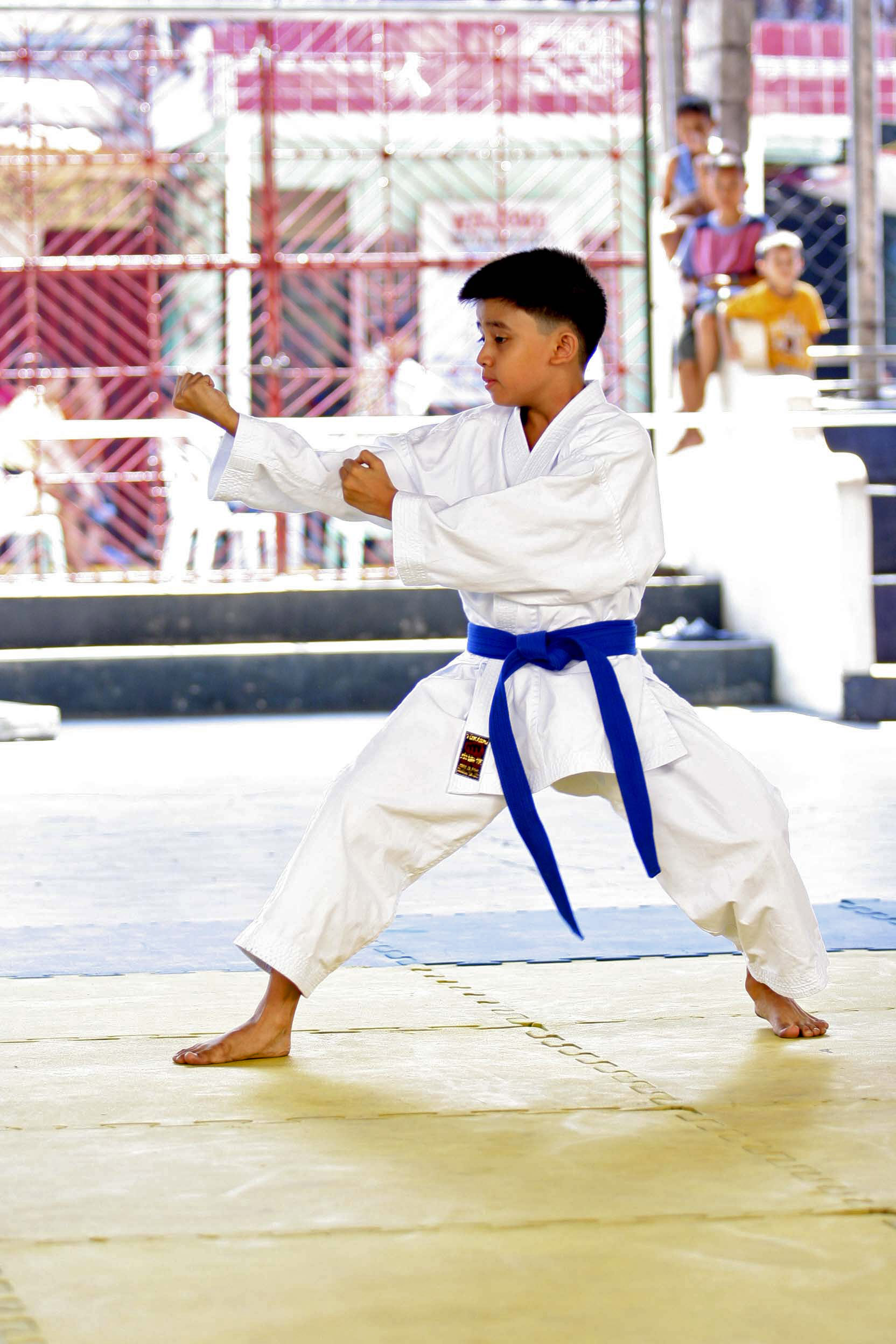
Morote Uchi Uke wie aus der Kanku Sho

Kūsankū (ryūkyū クーサンクー für chinesisch 公相君, Pinyin Gōngxiāngjūn auch Kwang Shang Fu, jap. Kōshōkun oder Kōsōkun), auch Kushanku, war der Name des Kampfkunstexperten, der zwischen 1756 und 1762 als Gesandter des chinesischen Qing-Kaisers Qianlong nach Okinawa (Naha) kam.

## Die Kata
China und Okinawa standen zu dieser Zeit in engen Handelsbeziehungen, sodass der Kaiser diverse Handwerkerfamilien aus Fujian nach Okinawa entsandte. Kushankus Schüler waren Chatan Yara (Kitayara) und der Tōde-Meister Sakugawa. Beiden lehrte er eine Kata, die später seinen Namen tragen sollte. Da beide Schüler unterschiedliche Auffassungen und Interpretationen der Kata hatten, entwickelten sich im Laufe der Zeit unterschiedliche Versionen der Kūsankū.

### Sakugawa no Kūsankū
Direkter Ursprung war die Kūsankū. Die vielen subtilen Angriffe auf Vitalpunkte mussten nüchternen Techniken weichen. Er lehrte diese Kata seinen drei Schülern und im Alter lehrte er sie Matsumura Sōkon. Er lehrte sie auch Asato Ankō und Itosu Ankō. Durch Itosu erfuhr sie dann die erste gravierende Veränderung.

### Itosu no Kūsankū
Itosu veränderte viele Katas beziehungsweise machte aus einer Kata mehrere. Aus der ursprünglichen Kūsankū entwickelte er drei weitere Formen dieser Kata:
- Kūsankū-Dai
- Kūsankū-Shō
- Shio-Kūsankū

Von dieser Kūsankū als Grundkata leitete er weiterhin die heutigen Pinan (Kata) beziehungsweise Heian Katas ab.

### Chatanyara no Kūsankū
Über die Herkunft von Chatan Yara gibt es verschiedene Aussagen. Vermutlich ist er in Chatan geboren, worauf sein Name schließen lässt. Fest steht, dass er eine hochstehende Ausbildung besaß, die ihm den engen Kontakt zu Kūsankū ermöglichte. Einige Quellen geben auch an, dass Chatan Yara die chinesische Sprache durch längere Aufenthalte auf dem chinesischen Festland gelernt hat, wo er auch in den Kampfkünsten unterrichtet wurde. Dieser Bildungshintergrund macht deutlich, warum er die subtilen Techniken, die Sakugawa aus Unverständnis und individueller Interpretation änderte, wesentlich besser verstand. Er ließ die Kata unverändert und lehrte sie seinem Schüler Chōtoku Kyan.

#### Kuniyoshi no Kūsankū
Diese Kata ist die weitestgehend unveränderte Variante von Chatan Yara, die er seinem Schüler Chōtoku Kyan vermittelte. Chōtoku Kyan gilt gleichzeitig als Bindeglied zweier Uchi-deshi (Schüler der inneren Lehre) Linien.
Die eine Linie: Kūsankū, Lehrer von Chatan Yara, der wiederum der Lehrer von Chōtoku Kyan war, der so die ursprüngliche Kata Kūsankū lernte. Sie wird heute im Matsubayashi-Ryū geübt.
Die zweite Linie: Shionja, Lehrer von Oyadomori, über den Chōtoku Kyan die chinesische Version der Passai (Bassai) erlernte und diese somit in den Tomarite-Stil gelangte.

### Chibana no Kūsankū
Diese Version wird heute ausschließlich im Kobayashi-ryū und Shudokan/Doshinkan geübt. Chōsin Chibana war der Ursprung dieser Itosu nahen Kata. Chibana lernte sie auch von Itosu, konzentrierte sich allerdings eher auf die Kūsankū Sho. Der einzige aktuelle Lehrer ist Yūchoku Higa.

### Kankū
In den 1930er-Jahren änderte Gichin Funakoshi den Namen Kūsankū in Kankū. Kankū (japanisch 観空) bedeutet übersetzt „in den Himmel schauen“. Es waren Funakoshi und Kenwa Mabuni, die sie im Shōtōkan- und Shitō-Stil verbreiteten. Im Shōtōkan-Stil werden zwei Varianten der Kankū geübt: Die Kankū Dai und die Kankū Shō. Das Suffix dai bedeutet „groß“, während shō „klein“ bedeutet.
Für Funakoshi war die Kankū Dai die universale Kata des Shōtōkan, die alle Elemente in sich vereinte. Viele Sequenzen, die in den Heian-Katas geübt werden, finden sich in der Kankū Dai wieder.